# Dictionnaire historique de la langue française (Académie française)
Ne doit pas être confondu avec Dictionnaire historique de la langue française ou Dictionnaire de l'Académie française.
Le Dictionnaire historique de la langue française, resté inachevé, est publié par l'Académie française de 1865 à 1894. Quatre volumes ont été publiés sans que l'ouvrage dépasse la lettre A.
Il s'agit du premier dictionnaire historique de la langue française. Il préfigure les travaux d'Émile Littré.

## Histoire de la rédaction
Le projet d'un dictionnaire historique conçu par l'Académie précède de vingt ans sa publication. L'idée est adoptée lors de la séance du 8 janvier 1835, et le 14 mai, une commission de cinq membres est nommée. Parmi ces membres se trouve le secrétaire perpétuel. Charles Nodier fait partie de la commission et a été le principal rédacteur d'une première ébauche jusqu'à sa mort en 1844. Puis Henri Patin rédige de nombreux articles, et l'Avertissement qui ouvre le premier fascicule lui est attribué. Abel François Villemain et François Raynouard en ont aussi été membres. Les membres de la commission reçoivent une indemnité annuelle spéciale de 1 000 francs.
Le 29 avril 1841, un accord est conclu entre l'Académie et l'imprimeur Firmin Didot. S'il détaille précisément le format du papier, le nombre d'exemplaires donnés à l'Académie et le prix maximum de l'ouvrage, il ne mentionne ni le nombre de volumes envisagés, ni la date de remise des manuscrits, ni celle de la publication des volumes.

## Éditions
- Tome 1, A-Actuellement, 1865
- Tome 2, Adage-Alluvion, 1884
- Tome 3, Almanach-Ascension, 1888
- Tome 4, Ascensionnel-Azyme, 1894